# Vesty Pakos
Silvestre Pakos Sofro (11 de noviembre de 1946 en Hartheim Alkoven-La Paz, 13 de mayo de 1993) conocido como Vesty, fue un herpetólogo austriaco que desarrolló una importante labor como naturalista en Bolivia.

## Biografía
Nació en Austria, de donde sus padres se trasladaron a La Paz huyendo del nazismo, cuando Vesty, como se lo conocía familiarmente, tenía apenas 4 años en 1951. 
Desde entonces vivió en la zona de Obrajes de La Paz. Realizó estudios universitarios en Estados Unidos de América.
En 1993 falleció en un accidente a sus 47 años.

## Obra
Participó de la creación del serpentario y el bioterio de la Universidad Mayor de San Andrés, del SELADIS y fue promotor del traslado del Zoológico Municipal de La Paz convirtiéndose en su director cuando este fue llevado del centro de la ciudad de La Paz a la zona de Mallasa.

## Homenajes
Actualmente  el zoológico de La Paz lleva su nombre en homenaje a la amplia labor realizada en Bolivia.